# Monoschelobates parvus
Monoschelobates parvus är en kvalsterart som beskrevs av Balogh och Sandór Mahunka 1969. Monoschelobates parvus ingår i släktet Monoschelobates och familjen Hemileiidae. Inga underarter finns listade i Catalogue of Life.